# Самотна планина
Самотната планина (на английски: Lonly Mountain) позната още като Еребор е кралството на джуджетата от рода на Дурин в измисления свят на автора Дж. Р. Р. Толкин.

## Описание
Пред портите на Еребор лежал легендарния град Дейл. Той се славел с мирното си население и плодородните си почви. Кралят на джуджетата Трор притежавал неземни богатства – всеки камък бил скъпоценен, а златните жилки пронизвали скалите като широки реки, но кралят бил алчен за още. С всеки удар джуджетата навлизали по-дълбоко и най-после открили Аркенския камък. Кралят го обявил за кралски брилянт и всичи му се кланяли, но мирните дни били преброени. През 28 век от Третата епоха, драконът Смог научил за несметните богатства на джуджетата, атакувал Самотната планина и унищожил с пламъците си кралството и близкия град Дейл.